# Marsac-sur-Don

Marsac-sur-Don este o comună în departamentul Loire-Atlantique, Franța. În 2009 avea o populație de 1,416 de locuitori.